# Шредер, Николай Иванович
Никола́й Ива́нович Шре́дер (1780—1849) — российский государственный деятель, действительный статский советник, Рязанский гражданский губернатор, Орловский и Витебский губернатор.

## Биография
Родился в 1780 году. Его немецкие предки получили дворянство на русской службе, а затем Николай Иванович был внесён в дворянскую родословную книгу Рязанской губернии.
На службу поступил в последние годы правления Екатерины II. В сентябре 1796 года был зачислен унтер-офицером в лейб-гвардии Конный полк, а в декабре этого же года был произведён в корнеты Изюминского гусарского полка. Был затем адъютантом шефа Изюминского полка — генерал-майора фон дер Палена II.
В 1802 году был произведён в поручики, однако уже 18 декабря 1803 года уволился с военной службы «по болезни» и в феврале 1804 года в чине коллежского асессора определился «губернским стряпчим казённых дел» в Слободско-Украинскую губернию. Там, «за оказанное беспристрастие и деятельность в поощрение» в декабре 1804 года получил чин надворного советника, а через четыре года был произведён в чин коллежского советника — к этому времени он уже занимал должность советника в губернской казённой палате.
В марте 1815 года был назначен Тамбовским вице-губернатором; в феврале 1819 года был произведён в статские советники.
Николай Иванович Шредер был образованным и просвещённым человеком. Согласно свидетельствам современников, он обладал хорошей нумизматической коллекцией. В 1817 году его избрали членом-корреспондентом, а в 1821 году — почётным членом Вольного общества любителей словесности. В августе 1817 года он был посвящён в масоны в петербургской ложе «Петра к истине».
В феврале 1821 года Шредера по просьбе генерал-губернатора Рязанской, Воронежской, Орловской, Тамбовской и Тульской губерний А. Д. Балашова назначают Орловским гражданским губернатором. Этот выбор оказался удачным — уже в феврале 1823 года за отличную службу и успехи Шредер был пожалован в действительные статские советники и удостоился «лично получить лестный отзыв о своей деятельности в Орле» от императора Александра I.
Через год, рескриптом императора от 4 февраля 1824 года Николай Иванович переводится гражданским губернатором в Рязанскую губернию. Он вступает в должность 17 февраля и уже в сентябре «за порядок и устройство» ему жалуют золотую табакерку с бриллиантовым императорским вензелем.
После ликвидации генерал-губернаторских округов, в марте 1828 года он был уволен с поста Рязанского губернатора по собственному прошению в связи «с расстроенным здоровьем», и в годы отставки проживал в собственном доме в Рязани.
В марте 1831 года был назначен Витебским губернатор. Вышел в отставку 27 июня 1836 года и поселился в своём имении Сасыкино Рязанской губернии, где и скончался 19 мая 1849 года в возрасте 70 лет от паралича.
Усадьба Сасыкино, вплоть до Октябрьской революции принадлежавшая Шредерам, в октябре 1917 года была разграблена местными крестьянами.

## Деятельность в качестве губернатора

### Рязанская губерния
Николай Иванович Шредер был последним Рязанским гражданским губернатором, под управлением генерал-губернатора А. Д. Балашова. Некоторое время он был с ним не в ладах, о чём свидетельствуют труды Рязанской губернской учёной архивной комиссии:

Николай Иванович Шередер, бывший Рязанским Губернатором в 20-х годах нынешнего столетия, находился не в ладах с Генер. Губернатором Балашевым, который часто надоедал ему различными запросами. При одном из личных свиданий, Н. И. Шредер сказал Балашеву: «Знайте ли Вы, Ваше Высокопревосходительство, что мы с Вами делаем? Я вяжу чулок, а Вы у меня безпрестанно спрашивайте, сколько рядов я связал».— «Александр I в Орле»
С именем Шредера связано строительство в Рязани каменных тротуаров и мощение улиц, на которое было собрано 9500 рублей через единовременный сбор по 2 копейки с каждого крестьянина Рязанской губернии. Шрейдер также строил и ремонтировал дороги, мосты и гати по всей губернской территории.

## Награды
- Орден Святого Владимира 3-й степени[2]
- Орден Святой Анны 1-й степени с Императорской короной[2]
- Медаль «В память Отечественной войны 1812 года» бронзовая[2]
- Именная золотая табакерка с императорским вензелем (1824) — «за порядок и устройство в Рязанской губернии»

## Семья
Был женат дважды; второй раз — на дочери статского советника Д. М. Полторацкого, Елизавете. У них было семеро детей — три сына и четыре дочери.
От первого брака известны: Анна и Фёдор (1807?—?).
Дети от второго брака:
- Мария, была замужем за губернским секретарём Владимиром Николаевичем Леонтьевым[3]
- Анна была замужем за генерал-майором Андреем Александровичем Ефимовичем[4]
- Елизавета (1831—1899), замужем за Михаилом Фёдоровичем Гедда
- Иван (1835—1908), скульптор, академик Академии художеств.

Ещё один сын, Дмитрий, в 1859 году был капитаном Кабардинского пехотного полка.